# Charro (canção)
Charro é uma canção gravada originalmente por Elvis Presley como parte da trilha sonora do filme Charro!, um faroeste lançado em 1969 e dirigido por Charles Marquis Warren. Trata-se da canção-título do filme e a única música presente na produção, já que Charro! foi o primeiro longa-metragem de Presley em que ele não canta como parte do personagem.

## Composição e gravação
A canção foi composta por Billy Strange e Mac Davis especialmente para o filme Charro!.
As gravações ocorreram no Samuel Goldwyn Studio, em Hollywood, entre outubro e novembro de 1968. Presley provavelmente adicionou os vocais em overdub no dia 15 de outubro. As tomadas 5 e 9 foram editadas em conjunto para formar a versão vocal principal.

## Lançamento
A canção foi lançada pela primeira vez em um single em março de 1969, tendo Memories, música do especial de retorno de Elvis à televisão pela NBC em 1968, no lado oposto. Charro não entrou na parada da Billboard Hot 100, enquanto Memories alcançou a posição de número 35.
O primeiro lançamento em LP de Charro ocorreu no álbum Almost in Love, no final de 1970.
Em 1º de dezembro de 1970, o single foi relançado como parte da série Gold Standard da RCA Victor, junto com outros nove singles de Presley.

## Estilo musical e letra
Charro é uma canção com estilo musical voltado para o gênero western.

## Lista de faixas
Single 7" – RCA 47-9731 (março de 1969)
1. Memories
2. Charro